# 18787 Кетгермагн
18787 Кетгермагн (18787 Kathermann) — астероїд головного поясу, відкритий 10 травня 1999 року.
Тіссеранів параметр щодо Юпітера — 3,466.